# Davinde Sogn

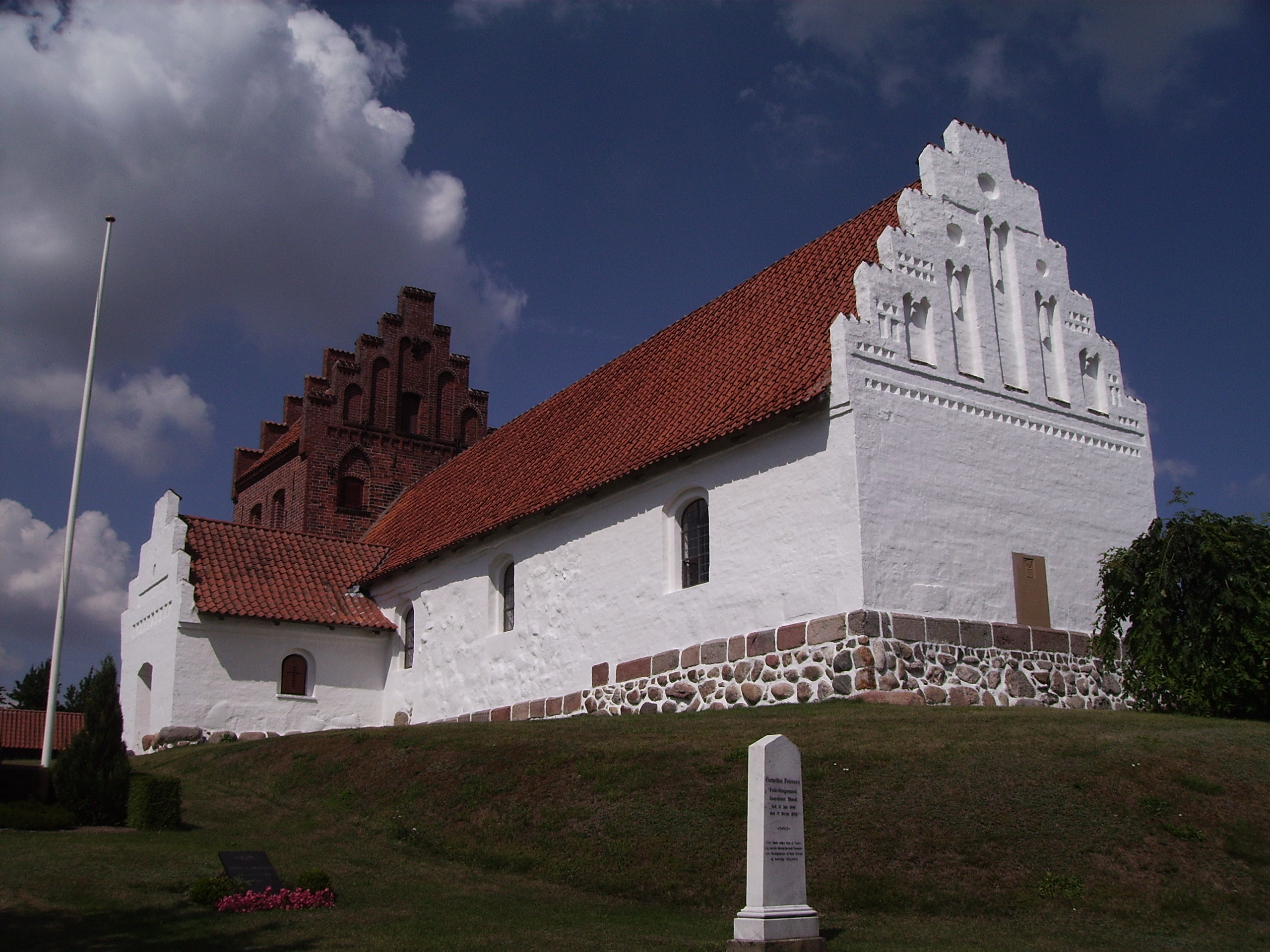
Davinde Kirke

Davinde Sogn ist eine Kirchspielsgemeinde (dän.: Sogn) auf der Insel Fyn (dt.: Fünen) im südlichen Dänemark. Bis 1970 gehörte sie zur Harde Åsum Herred im damaligen Odense Amt, danach zur Odense Kommune im Fyns Amt, die im Zuge der  Kommunalreform zum 1. Januar 2007 Teil der Region Syddanmark geworden ist.
Im Kirchspiel leben 442 Einwohner, davon 241 im Kirchdorf (Stand: 1. Januar 2023). Im Kirchspiel liegt die Kirche „Davinde Kirke“.
Nachbargemeinden sind im Westen Fraugde Sogn, ferner in der östlich benachbarten Kerteminde Kommune im Norden Marslev Sogn und im Nordosten Birkende Sogn und Rønninge Sogn, außerdem in der südlich angrenzenden Faaborg-Midtfyn Kommune Rolfsted Sogn.